# Sauvat
Sauvat település Franciaországban, Cantal megyében. Lakosainak száma 217 fő (2022. január 1.). Sauvat Auzers, Bassignac, Méallet, Le Monteil, Saignes és Ydes községekkel határos.

## Népesség
A település népessége az elmúlt években az alábbi módon változott:
| Lakosok száma | 309  | 233  | 215  | 191  | 202  | 205  | 214  | 214  | 214  | 217  |
|               | 1968 | 1982 | 1990 | 2006 | 2013 | 2015 | 2017 | 2019 | 2020 | 2022 |